# Paradoxornis verreauxi
Paradoxornis verreauxi é uma espécie de ave da família Timaliidae.
Pode ser encontrada nos seguintes países: China, Laos, Myanmar, Taiwan e Vietname.
Os seus habitats naturais são: regiões subtropicais ou tropicais húmidas de alta altitude.